# Germinal (1963)
Germinal é um filme ítalo-húngaro-francês de 1963, do gênero drama, dirigido por Yves Allégret, com roteiro baseado no romance homónimo de Émile Zola.

## Sinopse
O ano é 1863; Étienne Lantier está em busca de trabalho nas minas de Nord após ter sido demitido dos caminhos de ferro devido aos seus ideais revolucionários. Contudo, indignado com as condições de trabalho infantis nas minas, decide novamente dar voz aos seus ideais e faz uma greve com os mineiros. A greve leva à intervenção dos soldados.

## Elenco
- Jean Sorel: Étienne Lantier
- Berthe Granval: Catherine Maheu
- Claude Brasseur: Martin Chaval
- Bernard Blier: Hennebeau
- Claude Cerval: Victor Maigrat
- Philippe Lemaire: Henri Negrel
- Jacqueline Porel: Srta. Maigrat
- Lea Padovani: Maheude
- Pierre Destailles: Rosseneur
- Paulette Dubost: Rose
- Gabrielle Dorziat: Avó de Cécile
- Simone Valère: Sra. Clotilde Hennebeau